# Liga dos Campeões da OFC de 2014–15
A Liga dos Campeões da OFC de 2014–15 foi a 14.ª edição da Liga dos Campeões da OFC. Como campeão o Auckland City representará a Oceania na Copa do Mundo de Clubes da FIFA de 2015.
O campeão e o vice também terão o direito de representar a OFC na Copa dos Presidentes da OFC que também envolve duas equipes da Confederação Asiática de Futebol e mais duas equipes convidadas. A competição será disputada em novembro de 2015.

## Equipes classificadas
Um total de 15 equipes entraram na competição. As quatro associações com a melhor campanha na Liga dos Campeões da OFC de 2013–14 (Fiji, Nova Zelândia, Tahiti e Vanuatu) ganham duas vagas, e outra três associações (Nova Caledônia, Papua-Nova Guiné e Ilhas Salomão) ganham uma vaga cada. Estas equipes entraram diretamente na fase de grupos. Participaram da fase preliminar associações consideradas como "associações em desenvolvimento", são elas Samoa Americana, Ilhas Cook, Samoa e Tonga.
| Associação                          | Time                               | Método de qualificação |
| Times que entram na fase de grupos  | Times que entram na fase de grupos | Times que entram na fase de grupos |
| ----------------------------------- | ---------------------------------- | --- |
| Fiji                                | Suva                               | Campeão – Campeonato Fijiano de Futebol de 2014                                                                                             |
| Fiji                                | Ba                                 | Vice-campeão – Campeonato Fijiano de Futebol de 2014                                                                                        |
| Nova Zelândia                       | Auckland City                      | Campeão – Campeonato Neozelandês de Futebol Grand Final de 2013–14 Campeão – Campeonato Neozelandês de Futebol temporada regular de 2013–14 |
| Nova Zelândia                       | Team Wellington                    | Vice–campeão – Campeonato Neozelandês de Futebol temporada regular de 2013–14                                                               |
| Taiti                               | Pirae                              | Campeão – Campeonato Taitiano de Futebol de 2013–14                                                                                         |
| Taiti                               | Tefana                             | Campeão – Fase regular do Campeonato Taitiano de Futebol de 2013–14                                                                         |
| Vanuatu                             | Tafea                              | Campeão – Campeonato Vanuatuano de Futebol de 2014                                                                                          |
| Vanuatu                             | Amicale                            | Vice-campeão – Campeonato Vanuatuano de Futebol de 2013                                                                                     |
| Nova Caledônia                      | Gaïtcha                            | Campeão – Campeonato Neocaledônio de Futebol de 2013                                                                                        |
| Papua-Nova Guiné                    | Hekari United                      | Campeão – Campeonato Papuásio de Futebol de 2014                                                                                            |
| Ilhas Salomão                       | Western United FC                  | Campeão – Campeonato Salomonense de Futebol de 2014–15                                                                                      |
| Times que entram na fase preliminar |                                    | |
| Samoa Americana                     | SKBC                               | Campeão – Campeonato Nacional de Futebol de Samoa Americana de 2013                                                                         |
| Ilhas Cook                          | Puaikura                           | Campeão – Campeonato Cookense de Futebol de 2013                                                                                            |
| Samoa                               | Lupe o le Soaga                    | Campeão – Campeonato Samoano de Futebol de 2012–13                                                                                          |
| Tonga                               | Lotoha'apai United                 | Campeão – Campeonato Tonganês de Futebol de 2013                                                                                            |

## Calendário
O calendário para a competição é o seguinte:
| Fase                            | Fase       | Data                   |
| ------------------------------- | ---------- | ---------------------- |
| Fase preliminar · (Sede: Samoa) | 1.ª Rodada | 7 de outubro de 2014   |
| Fase preliminar · (Sede: Samoa) | 2.ª Rodada | 9 de outubro de 2014   |
| Fase preliminar · (Sede: Samoa) | 3.ª Rodada | 11 de outubro de 2014  |
| Fase de grupos · (Sede: Fiji)   | 1.ª Rodada | 11–12 de abril de 2015 |
| Fase de grupos · (Sede: Fiji)   | 2.ª Rodada | 14–15 de abril de 2015 |
| Fase de grupos · (Sede: Fiji)   | 3.ª Rodada | 17–18 de abril de 2015 |
| Semifinais · (Sede: Fiji)       | Semifinais | 21 de abril de 2015    |
| Semifinais · (Sede: Fiji)       | Final      | 26 de abril de 2015    |

## Fase preliminar
A fase preliminar foi disputada em Apia, Samoa entre os dias 7 e 11 de outubro de 2014 (todos os horários em UTC+14). O sorteio para definição das partidas ocorreu em 22 de setembro de 2014 na sede da OFC em Auckland, Nova Zelândia. O vencedor deste grupo avança para a fase de grupos.
| Pos. | Time               | Pts | J | V | E | D | GP | GC | SG |
| ---- | ------------------ | --- | - | - | - | - | -- | -- | -- |
| 1    | Lupe o le Soaga    | 9   | 3 | 3 | 0 | 0 | 10 | 2  | +8 |
| 2    | Puaikura           | 4   | 3 | 1 | 1 | 1 | 4  | 4  | 0  |
| 3    | Lotoha'apai United | 3   | 3 | 1 | 0 | 2 | 4  | 3  | +1 |
| 4    | SKBC               | 1   | 3 | 0 | 1 | 2 | 2  | 11 | –9 |

| 7 de outubro de 2014 | SKBC              | 1 – 1     | Puaikura        | Complexo de Futebol Joseph S. Blatter, Apia |
| 16:30                | Kang Gun-Chul 90' | Relatório | Pennycook 45+1' | Árbitro: FIJ Ravitesh Behari                |

| 7 de outubro de 2014 | Lotoha'apai United | 0 – 1     | Lupe o le Soaga | Complexo de Futebol Joseph S. Blatter, Apia |
| 19:00                |                    | Relatório | Gosche 83'      | Árbitro: VAN Robinson Banga                 |

| 9 de outubro de 2014 | SKBC              | 1 – 4     | Lotoha'apai United                                           | Complexo de Futebol Joseph S. Blatter, Apia |
| 16:30                | Kang Gun-Chul 81' | Relatório | Ma. Uhatahi 4' (pen.), 79' (pen.) · Mafi 32' · Maamaaloa 56' | Árbitro: PNG Anio Amos                      |

| 9 de outubro de 2014 | Lupe o le Soaga               | 3 – 2     | Puaikura               | Complexo de Futebol Joseph S. Blatter, Apia |
| 19:00                | Malo 8', 45+4' · Setefano 75' | Relatório | Kelly 9' · Tiputoa 10' | Árbitro: SOL Gerald Oiaka                   |

| 11 de outubro de 2014 | Puaikura  | 1 – 0     | Lotoha'apai United | Complexo de Futebol Joseph S. Blatter, Apia |
| 15:00                 | Kelly 83' | Relatório |                    | Árbitro: SOL Gerald Oiaka                   |

| 11 de outubro de 2014 | Lupe o le Soaga                                             | 6 – 0     | SKBC | Complexo de Futebol Joseph S. Blatter, Apia |
| 17:30                 | Malo 21', 48', 53' · Toni 77' · Gosche 81' · Setefano 90+4' | Relatório |      | Árbitro: VAN Robinson Banga                 |

## Fase de grupos
A fase de grupos foi disputada nas cidades de Ba e Suva em Fiji entre 17 e 26 de abril de 2015. O sorteio para este fase ocorreu em 5 de dezembro de 2014 na sede da OFC em Auckland na Nova Zelândia. Os 12 times foram divididos em três grupos com quatro times cada, com cada grupo contendo cada time de um dos quatro potes. A alocação dos times em cada pote foi baseado em resultados de edições anteriores da Liga dos Campeões da OFC. Times da mesma associação não poderão ser colocados no mesmo grupo.
| Pote 1                          | Pote 2                                       | Pote 3                       | Pote 4                                                             |
| ------------------------------- | -------------------------------------------- | ---------------------------- | ------------------------------------------------------------------ |
| - Auckland City - Pirae - Tafea | - Suva - Team Wellington - Western United FC | - Gaïtcha - Tefana - Amicale | - Ba - Hekari United - Lupe o le Soaga (vencedor da primeira fase) |

Os vencedores de cada grupo e o melhor segundo colocado avançam para a semifinal.
(Todos os horários das partidas em UTC+12)

### Grupo A
| Pos. | Seleção         | Pts | J | V | E | D | GP | GC | SG |
| ---- | --------------- | --- | - | - | - | - | -- | -- | -- |
| 1    | Ba              | 9   | 3 | 3 | 0 | 0 | 8  | 1  | +7 |
| 2    | Gaïtcha         | 6   | 3 | 2 | 0 | 1 | 13 | 6  | +7 |
| 3    | Pirae           | 1   | 3 | 0 | 1 | 2 | 5  | 10 | –5 |
| 4    | Lupe o le Soaga | 1   | 3 | 0 | 1 | 2 | 5  | 14 | –9 |

| 11 de abril de 2015 | Pirae                               | 3 – 3     | Lupe o le Soaga                       | Govind Park, Ba             |
| 16:30               | Warren 2' · Tavanae 16' · Tehau 23' | Relatório | Gannon 8' · Ataga 58' · L. Gosche 69' | Árbitro: VAN Robinson Banga |

| 11 de abril de 2015 | Ba                                  | 3 – 0     | Gaïtcha | Govind Park, Ba           |
| 19:00               | Shaheed 21' · Tiwa 33' · Suwamy 88' | Relatório |         | Árbitro: NZL Nick Waldron |

O início das partidas do dia 14 de abril tiveram que ser adiadas por 30 minutos devido as fortes chuvas.
| 14 de abril de 2015 | Lupe o le Soaga | 1 – 3     | Ba                 | Govind Park, Ba          |
| 17:00               | Malo 37'        | Relatório | Waqa 32', 46', 53' | Árbitro: PNG Albert Maru |

| 14 de abril de 2015 | Gaïtcha                                                  | 5 – 2     | Pirae                      | Govind Park, Ba             |
| 19:30               | Wakanumune 24' · Wajoka 37', 66' · Drawilo 43' · Kaï 85' | Relatório | Vaki 49' · Tinirauarii 88' | Árbitro: VAN Robinson Banga |

| 18 de abril de 2015 | Gaïtcha                                                                                           | 8 – 1     | Lupe o le Soaga | Govind Park, Ba           |
| 16:30               | Pawawi 8' · Wajoka 9' · Kaï 45+2' (pen), 79' (pen) · Toto 49' · Sansot 51' · Ouka 52' · Kaqea 88' | Relatório | Toni 5'         | Árbitro: NZL Nick Waldron |

| 18 de abril de 2015 | Pirae | 0 – 2     | Ba            | Govind Park, Ba             |
| 19:00               |       | Relatório | Waqa 15', 55' | Árbitro: VAN Robinson Banga |

### Grupo B
| Pos. | Seleção           | Pts | J | V | E | D | GP | GC | SG |
| ---- | ----------------- | --- | - | - | - | - | -- | -- | -- |
| 1    | Auckland City     | 9   | 3 | 3 | 0 | 0 | 9  | 0  | +9 |
| 2    | Amicale           | 6   | 3 | 2 | 0 | 1 | 4  | 5  | –1 |
| 3    | Suva              | 3   | 3 | 1 | 0 | 2 | 5  | 7  | –2 |
| 4    | Western United FC | 0   | 3 | 0 | 0 | 3 | 1  | 7  | –6 |

| 11 de abril de 2015 | Auckland City                                 | 3 – 0     | Suva | Estádio Nacional, Suva      |
| 16:30               | Browne 12' (pen) · Burfoot 64' · McGeorge 86' | Relatório |      | Árbitro: TAH Norbert Hauata |

| 11 de abril de 2015 | Western United FC | 0 – 1     | Amicale     | Estádio Nacional, Suva    |
| 19:00               |                   | Relatório | Magnoni 49' | Árbitro: FIJ Salesh Chand |

| 14 de abril de 2015 | Auckland City              | 3 – 0     | Western United FC | Estádio Nacional, Suva       |
| 16:30               | White 68', 87' · Souto 72' | Relatório |                   | Árbitro: FIJ Ravitesh Behari |

| 14 de abril de 2015 | Amicale                                  | 3 – 2     | Suva                        | Estádio Nacional, Suva   |
| 19:00               | Vakatalesau 16', 47' · Masauvakalo 90+1' | Relatório | Chand 36' · Navunigasau 69' | Árbitro: SOL George Time |

| 18 de abril de 2015 | Suva                                   | 3 – 1     | Western United FC | Estádio Nacional, Suva         |
| 16:30               | Medina 36' (pen) · Aman 42' · Rabo 84' | Relatório | Nawo 54'          | Árbitro: TGA Ichikawa Polovili |

| 18 de abril de 2015 | Amicale | 0 – 3     | Auckland City             | Estádio Nacional, Suva      |
| 19:00               |         | Relatório | João Moreira 3', 56', 64' | Árbitro: TAH Norbert Hauata |

### Grupo C
| Pos. | Seleção         | Pts | J | V | E | D | GP | GC | SG |
| ---- | --------------- | --- | - | - | - | - | -- | -- | -- |
| 1    | Team Wellington | 9   | 3 | 3 | 0 | 0 | 7  | 3  | +4 |
| 2    | Hekari United   | 6   | 3 | 2 | 0 | 1 | 6  | 6  | 0  |
| 3    | Tafea           | 1   | 3 | 0 | 1 | 2 | 5  | 7  | –2 |
| 4    | Tefana          | 1   | 3 | 0 | 1 | 2 | 4  | 6  | –2 |

| 12 de abril de 2015 | Tafea               | 2 – 3     | Hekari United                       | Estádio Nacional, Suva   |
| 16:30               | J. Kaltack 61', 90' | Relatório | Ifunaoa 1' · Semmy 11' · Maemae 54' | Árbitro: SOL George Time |

| 12 de abril de 2015 | Team Wellington          | 2 – 1     | Tefana       | Estádio Nacional, Suva   |
| 19:00               | Corrales 36' · Smith 67' | Relatório | O'Keeffe 44' | Árbitro: SOL Nelson Sogo |

| 15 de abril de 2015 | Hekari United | 0 – 2     | Team Wellington                   | Estádio Nacional, Suva      |
| 16:30               |               | Relatório | Mateinaqara 22' · Robertson 45+1' | Árbitro: TAH Norbert Hauata |

| 15 de abril de 2015 | Tefana          | 1 – 1     | Tafea          | Estádio Nacional, Suva    |
| 19:00               | Tchen 85' (pen) | Relatório | J. Kaltack 36' | Árbitro: FIJ Salesh Chand |

| 17 de abril de 2015 | Tefana                        | 2 – 3     | Hekari United                           | Estádio Nacional, Suva       |
| 16:30               | Tchen 35' (pen) · Tinorua 49' | Relatório | Ifunaoa 13' · Aengari 45+3' · Semmy 58' | Árbitro: FIJ Ravitesh Behari |

| 17 de abril de 2015 | Tafea                         | 2 – 3     | Team Wellington                         | Estádio Nacional, Suva      |
| 19:00               | J. Kaltack 28' · Nicholls 56' | Relatório | Robertson 19' · Smith 53' · Gwyther 82' | Árbitro: TAH Norbert Hauata |

### Melhor segundo lugar classificado
| Equipe        | P | J | V | E | D | GP | GC | SG | Grupo |
| ------------- | - | - | - | - | - | -- | -- | -- | ----- |
| Gaïtcha       | 6 | 3 | 2 | 0 | 1 | 13 | 6  | +7 | A     |
| Hekari United | 6 | 3 | 2 | 0 | 1 | 6  | 6  | 0  | C     |
| Amicale       | 6 | 3 | 2 | 0 | 1 | 4  | 5  | –1 | C     |

## Fase final

### Chaveamento
|  | Semifinais      | Semifinais      |       |  | Final         | Final |  |
|  |                 |                 |       |  |               |       |  |
|  |                 |                 |       |  |               |       |  |
|  | Gaïtcha         | 0               |       |  |               |       |  |
|  | Auckland City   | 1               |       |  |               |       |  |
|  |                 |                 |       |  |               |       |  |
|  |                 |                 |       |  |               |       |  |
|  |                 |                 |       |  | Auckland City | 1 (4) |  |
|  |                 | Team Wellington | 1 (3) |  |               |       |  |
|  |                 |                 |       |  |               |       |  |
|  |                 |                 |       |  |               |       |  |
|  |                 |                 |       |  |               |       |  |
|  |                 |                 |       |  |               |       |  |
|  | Ba              | 0               |       |  |               |       |  |
|  | Team Wellington | 2               |       |  |               |       |  |

Todos os horários em UTC+12.

### Semifinal
| 21 de abril de 2015 | Gaïtcha | 0 – 1     | Auckland City | Estádio Nacional, Suva       |
| 15:30               |         | Relatório | Đorđević 72'  | Árbitro: FIJ Ravitesh Behari |

| 21 de abril de 2015 | Ba | 0 – 2     | Team Wellington  | Estádio Nacional, Suva      |
| 19:00               |    | Relatório | Gwyther 11', 16' | Árbitro: TAH Norbert Hauata |

### Final
| 26 de abril de 2015 | Auckland City          | 1 – 1 (pro) | Team Wellington | Estádio Nacional, Suva      |
| 19:00               | João Moreira 14' (pen) | Relatório   | Hogg 79'        | Árbitro: TAH Norbert Hauata |

|                                                |       | Penalidades                             |  |
| Đorđević Berlanga McGeorge Browne Kim Dae-Wook | 4 – 3 | Feneridis Coralles Peverley Gulley Hogg |  |

## Premiação
| Liga dos Campeões da OFC de 2014–15 |
| Nova Zelândia                       |
| ----------------------------------- |
| Auckland City Campeão (7.º título)  |